# 中西部“一省一校”国家重点建设大学联盟
中西部“一省一校”国家重点建设大学联盟，简称中西部一省一校联盟、Z14，是中华人民共和国中西部地区14所地方大学建立的高校联盟。

## 历史
该联盟起源于起源于2013年的中西部高校综合实力提升工程。14所中西部高校成立了“中西部高校综合实力提升工程”入选高校协作联盟，联盟秘书处设在贵州大学。
2016年，更名为中西部“一省一校”国家重点建设大学联盟，英文简称Z14。

## 名单
- 河北大学
- 山西大学
- 内蒙古大学
- 南昌大学
- 郑州大学
- 广西大学
- 海南大学
- 贵州大学
- 云南大学
- 西藏大学
- 青海大学
- 宁夏大学
- 新疆大学
- 石河子大学